# احمد سالک
احمد سالک کاشانی  (زاده ۱۳۲۵) عضو سابق حزب جمهوری اسلامی، عضو جامعه روحانیت مبارز و نماینده سابق اصفهان و ورزنه  در مجلس شورای اسلامی بوده است.

## فعالیت‌های پس از انقلاب

### نمایندگی مجلس
احمد سالک پنج دوره نمایندگی اصفهان در مجلس شورای اسلامی (دوره‌های اول، سوم، چهارم، نهم و دهم) را برعهده داشته‌است.
در دوره اول در انتخابات میاندوره‌ای سال ۱۳۶۱ به مجلس راه یافت تا کرسی خالی سید محمد غرضی که یک سال پیشتر پس از مدت کوتاهی از نمایندگی استعفا و به عنوان وزیر نفت به دولت رفت را پر کند.
| دوره       | تعداد آرا | درصد  |
| ---------- | --------- | ----- |
| دوره اول   | ۱۸۴٬۲۲۹   | ۴۳٫۵۰ |
| دوره سوم   |           |       |
| دوره چهارم |           |       |
| دوره نهم   | ۱۶۹٬۶۷۷   | ۲۷٫۶۱ |
| دوره دهم   | ۱۷۶٬۸۰۷   | ۲۶    |

## جنجال‌ها

### درسا درخشانی
به دنبال حضور بدون حجاب، درسا درخشانی شطرنج‌باز ۱۸ ساله ایرانی در تورنمنت جبل‌الطارق و برگزاری مسابقه با حریف اسرائیلی، احمد سالک خواهان برخورد دستگاه‌های امنیتی با رئیس فدراسیون شطرنج شد.

### ترور
پس از انقلاب چند بار مورد سوءقصد قرار گرفت. آخرین بار در تاریخ ۲۳ تیر ۱۳۹۸ دو موتور سوار به خودروی وی حمله کردند.